# Partito Comunista dei Lavoratori
Die Partito Comunista dei Lavoratori (deutsch: Kommunistische Partei der Arbeiter), abgekürzt PCL, entstand 2006 aus einer trotzkistischen Fraktion der italienischen Partei Rifondazione Comunista. Die Abspaltung geschah unter Führung von Marco Ferrando, dem aktuellen Vorsitzenden der Partei.

## Wahlergebnisse
Bei den Kommunalwahlen vom Mai 2007 konnte die Partei in den meisten Städten, in denen gewählt wurde, die nötigen Unterschriften für die Zulassung zu den Wahlen erreichen. Durchschnittlich erhielt die PCL 0,76 % der Wählerstimmen. Spezifische Ergebnisse sind folgende:
- Provinz Genua: 0,6 %
- Provinz Ancona: 1,1 %
- Genua: 0,6 %
- Reggio Calabria: 1,2 %
- Rieti: 0,1 %
- Lissone (MI): 1,2 %
- Conegliano (TV): 0,5 %
- Rapallo (GE): 1,2 %
- Vigonza (PD): 1,4 %
- Cairo Montenotte (SV): 2,2 %
- Canicattini Bagni (SR): 6,8 %

Bei den Parlamentswahlen im April 2008 erhielt die Partei ein mäßiges, laut dem Sprecher der Partei jedoch ermutigendes Ergebnis, mit 0,57 % (208.394 Stimmen) für die Abgeordnetenkammer und 0,55 % (180.454 Stimmen) für den Senat. In beiden Kammern ist die Partei aber aufgrund der Sperrklausel und des fehlenden Wahlbündnisses nicht vertreten.